# Мікеланджело Буонарроті Молодший

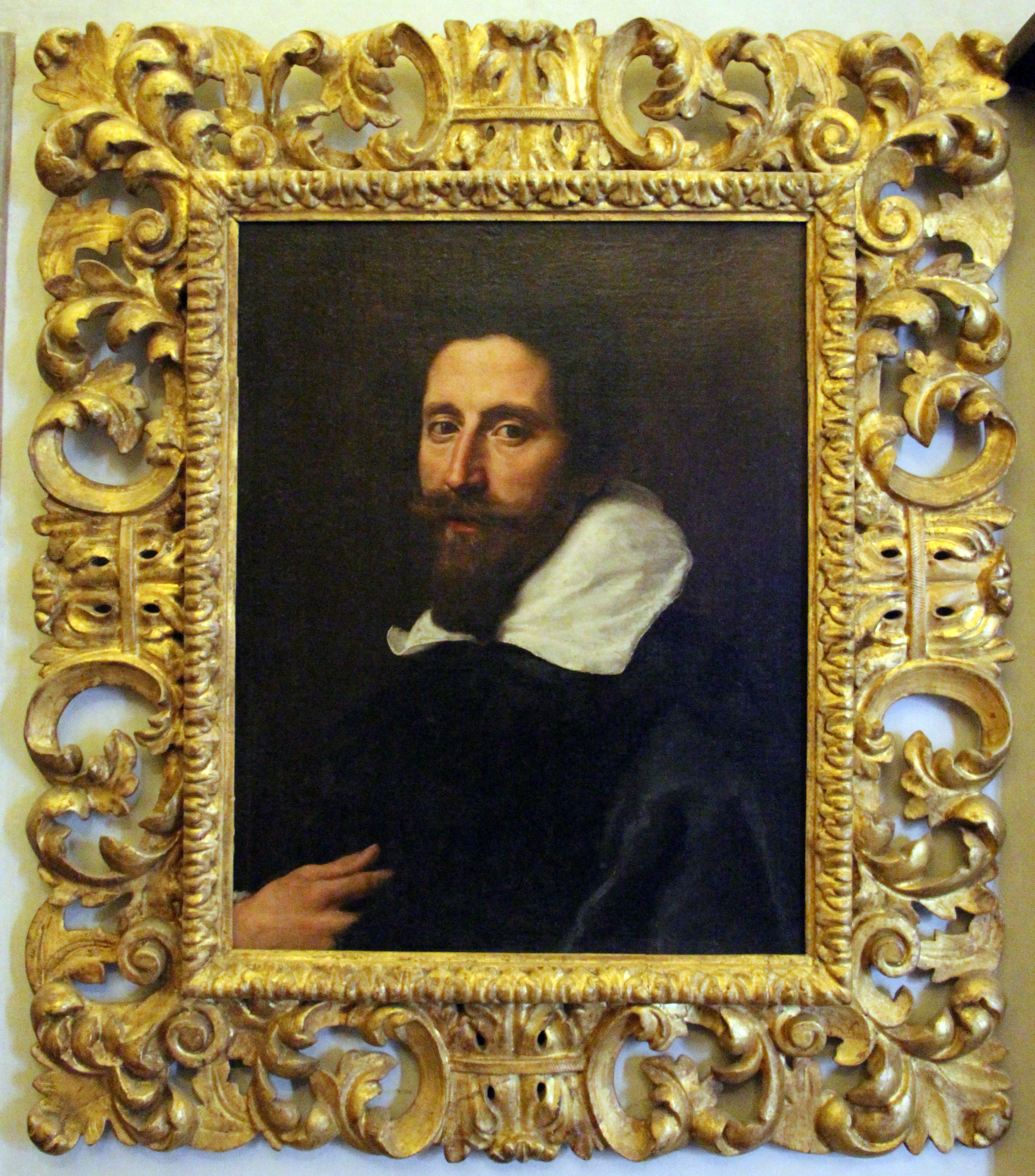
Портрет Мікеланджело Молодшого авторства Крістофано Аллорі (Каза Буонарроті, Флоренція)

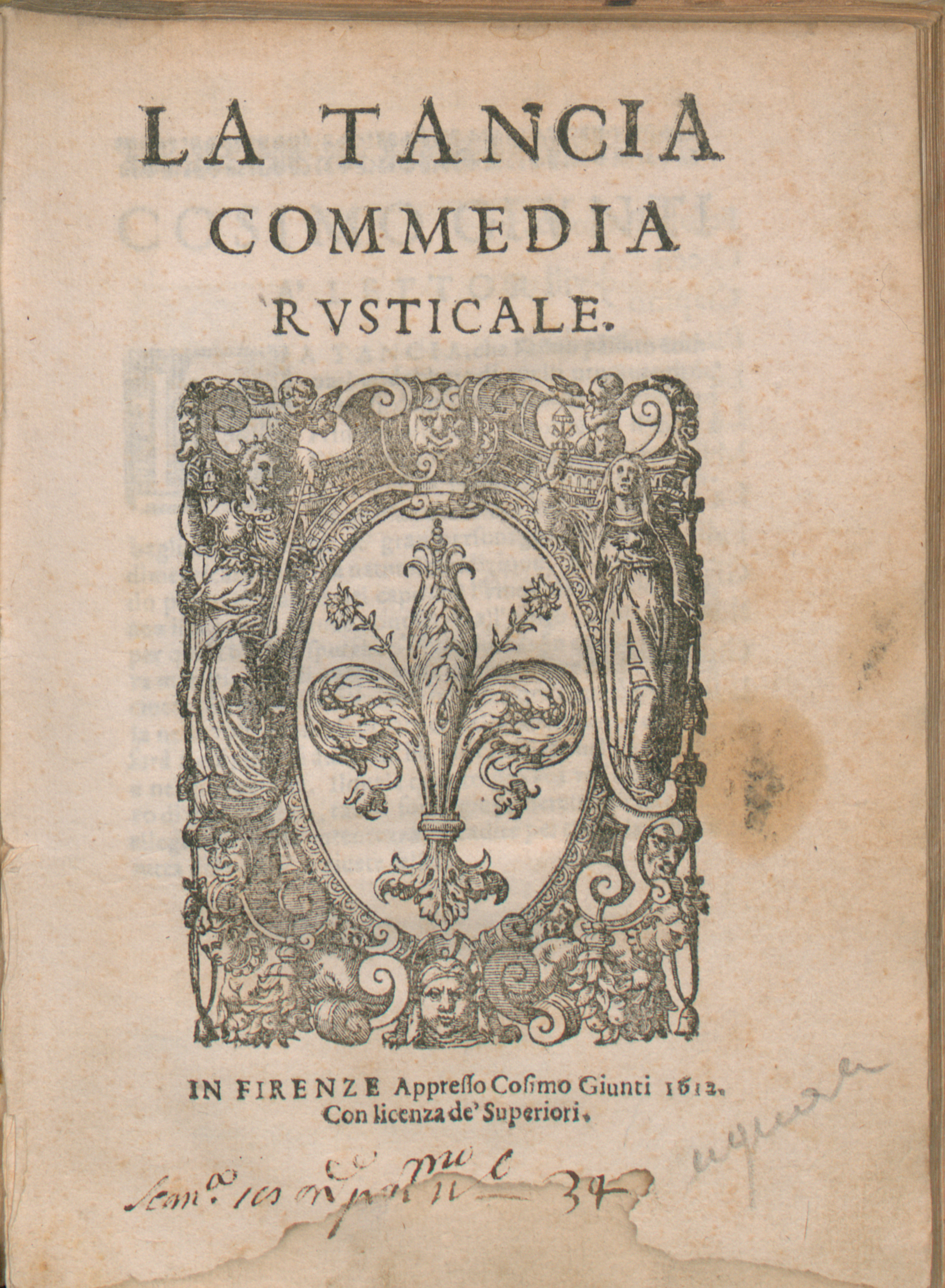
Обкладинка «La tancia» (1612)

Мікеланджело Буонарроті Молодший (італ. Michelangelo Buonarroti il Giovane; охрещений 4 листопада 1568 — 11 січня 1646) — флорентійський поет, лібретист і літератор, відомий як «Молодший», щоб відрізнити від його двоюрідного діда.

## Відомості про життя та творчість
Мікеланджело Буонарроті (Молодший) народився у сім'ї Леонардо ді Буонаррото Буонарроті Сімоні (італ. Leonardo di Buonarroto Buonarroti Simoni), який був сином молодшого брата Мікеланджело, Буонаррото, і Кассандри ді Донато ді Вінченціо Рідольфі (італ. Cassandra di Donato di Vincenzio Ridolfi). Дата народження невідома, але охрестили його 4 листопада 1568 року.
Також нема відомостей про його початкову освіту, але вже у 18 років він писав вірші Про його початкову освіту відомо небагато. Однак відомо, що у віці вісімнадцяти років він уже складав вірші петрарківського стилю, а 1585 року став членом Флорентійської академії. З 1588 по 1591 рік він вивчав математику в Пізанському університеті, де подружився з Галілео Галілеєм і Маффео Барберіні, майбутнім папою Урбаном VIII.
1589 року він став членом Академії делла Круска, і був одним із редакторів першого італійського словника, «Словник академіків Круска» (італ. Vocabolario degli Accademici della Crusca; опублікований 1612).
1598 року його прийняли до Академії мистецтв малювання (італ. Accademia delle Arti del Disegno) у Флоренції.
1600 року відбулося весілля Марії Медічі та короля Франції Генріха IV. Мікеланджело склав і опублікував «Опис» (італ. Descrizione), і цим почав свою придворну кар'єру. Він писав твори для розваг. У 1605 році написав пасторальну байку для музики «Народження Геркулеса» (Il natal d'Ercole), виконану та одразу опубліковану62. Для весілля Козімо II Медічі, спадкоємного принца, з Марією Маддаленою Габсбург, він написав «Суд Парижа» (італ. Il giudizio di Paride; 1608, музика Якопо Пері), яку поставили у Палаццо Пітті та надрукували. У 1611 році поставили його сільську комедію «Танція» (італ. La Tancia), яка, ймовірно, є його найвідомішим твором. 11 лютого 1614 року в Пітті відбулася вистава «Балет ввічливості» (італ. Balletto della Cortesia), який танцювали великі князі разом із шістьма лицарями та шістьма дамами. У цей період у нього був роман зі співачкою та композиторкою Франческою Каччіні, яка створила музику для його творів «La Tancia», «Balletto» та «La Fiera».
У 1612 році Буонарроті Молодший розпочав будівництво галереї (нині Каза Буонарроті) на вулиці Віа Ґібелліно (італ. Via Ghibellino), присвяченої своєму відомому родичу, і доручив багатьом художникам намалювати фрески, зокрема Артемізії Джентілескі, Чекко Браво, П'єтро да Кортона,Якопо да Емполі, Франческо Фуріні, Джованні да Сан Джованні, Доменіко Пассіньяно, Оттавіо Ванніні та Якопо Віньялі.
Кар'єра Буонарроті як придворного пішла на спад, коли велика герцогиня Крістіна Лотаринзька образилася на непристойну лексику у «Fiera» (1619).
У 1623 році він присвятив публікацію віршів Мікеланджело своєму другові Маффео Барберіні, щойно призначеному папою Урбаном VIII, і шукав заступництва в інших членів родини Барберіні. Його поїздка до Риму 1629—1630 роках завершилася тільки скромною пенсією.
Останньою з його театральних вистав була «La Siringa», поставлена в Палаццо Веккйо в 1634 році.
У 1640 році він втратив свій капітал через банкрутство банкіра П'єтро Корсі (італ. Pietro Corsi). Війни Кастро (у яких Рим і Флоренція виступили протилежними сторонами) ускладнили відносини з Барберіні. Його останні роки припали на написання сатир, наслідуючи друга Якопо Сольдані (італ. Jacopo Soldani).
Помер 11 січня 1646 року. Похований у Санта-Кроче.

## Видання віршів Мікеланджело
Мікеланджело Молодший відомий тим, що вперше видав вірші Мікеланджело окремою книгою у 1623 році під назвою «Вірші Мікеланджело Буонарроті, зібрані його племінником» (італ. Rime di Michelagnolo Buonarroti. Raccolte da Michelagnolo suo nipote) у флорентійському видавництві «Джунтіне» (італ. Giuntine). До того часу тільки окремі вірші було опубліковано у роботах Бенедетто Варкі, Донато Джаннотті, Джорджо Вазарі та інших. І хоча робота з видання збірки вибраних віршів велася ще за життя Мікеланджело, видання не побачило світ, а згодом і сам Мікеланджело вирішив відмовитися від цієї ідеї, вважаючи її марнославством.
Видання Мікеланджело Молодшого було неповним, і містило певні неточності. Як редактор, Мікеланджело Молодший дозволив собі підправити текст Мікеланджело, щоб «(…)надати його кострубатій композиції елегантності та витонченості академічного віршування», тож він «(…)попереставляв порядок строф у довгих віршах, [самовільно]поз’єднував уривки, позмінював цілі рядки, ідеї, образи, підсилював і спотворював, змінював фрази, які здавалися йому підозрілими».
Він також (як редактор) змінив чоловічі займенники на жіночі. Сімондз, британський історик культури, писав, що «щире й сердечне почуття до особливого юнака[Томмазо Кавальєрі]… не ображало суспільства в період раннього Ренесансу; але після Тридентського собору суспільне почуття змінилося щодо цієї та подібної теми», що змусило Мікеланджело Молодшого переробити вірші двоюрідного діда, щоб відповідати нормам, і ці зміни породили «гротескні хибні уявлення (…) все ще широко поширені». Сімондз вважав, що Мікеланджело Молодший заклав підвалини «фальшивої традиції» цими змінами, адже наступні автори писали й видавали книги про Мікеланджело та Вітторію Колонну тощо. 

## Творча спадщина
Тексти Буонарроті молодшого можна знайти серед багатьох композиторських монодій XVII століття, а також у Луїджі Даллапіккола «Шість хорів на вірші Мікеланджело Буонарроті Молодшого» (італ. Sei Cori di Michelangelo Buonarroti il Giovane; 1933).

## Виноски
1. ↑  BeWeB
2. 1 2 3  Deutsche Nationalbibliothek Record #115428364 // Gemeinsame Normdatei — 2012—2016.
3. 1 2  Bibliothèque nationale de France BNF: платформа відкритих даних — 2011.
4. ↑  Masera, 1941, с. 11.
5. ↑  Masera, 1941, с. 29—30.
6. ↑  Masera, 1941, с. 11—12.
7. ↑  Masera, 1941, с. 30—32.
8. ↑  Masera, 1941, с. 62.
9. ↑  Masera, 1941, с. 18, 37, 62—64.
10. ↑  Masera, 1941, с. 47—48.
11. ↑  Masera, 1941, с. 65—66.
12. ↑  Masera, 1941, с. 22—25.
13. ↑  Masera, 1941, с. 26—27.
14. ↑  Spike, John T. (1991). Artemisia Gentileschi. Florence, Casa Buonarroti. The Burlington Magazine. 133 (1063): 732—734. ISSN 0007-6287. JSTOR 884954.
15. ↑  Goudriaan, Elisa (2017). Florentine Patricians and Their Networks: Structures Behind the Cultural Success and the Political Representation of the Medici Court (1600-1660). BRILL. с. 130. ISBN 9789004353589.
16. ↑  Casa Buonarroti. The Museums of Florence (брит.). Процитовано 13 березня 2020.
17. ↑  Masera, 1941, с. 49—53.
18. ↑  Masera, 1941, с. 20—21.
19. ↑  Masera, 1941, с. 64—65.
20. ↑  Masera, 1941, с. 27.
21. ↑  Masera, 1941, с. 69—72.
22. ↑  Rime, Michelangelo Buonarroti (1623) (англ.) . Архів оригіналу за 20 червня 2013. Процитовано 22 січня 2012.
23. 1 2  Роллан, 1992, с. 154 —155.
24. ↑  Вибрані поезії Мікеланджело (з коментарем) (PDF) (англ.) . Архів оригіналу (PDF) за 20 червня 2013. Процитовано 22 січня 2012.
25. ↑  Роллан, 1992, с. 112 —113.
26. ↑  Symonds, vol.2, 1925, с. 174.
27. ↑  Symonds, vol.2, 1925, с. 127.
28. ↑  Symonds, vol.2, 1925, с. 173.